# Tinodes gabriella
Tinodes gabriella là một loài Trichoptera trong họ Psychomyiidae. Chúng phân bố ở miền Tân bắc.